# بنيامين شتيفن
بنيامين شتيفن (مواليد 8 مارس 1982) هو مبارز بالسيف سويسري، مثّل بلاده في الألعاب الأولمبية الصيفية 2016.

## روابط خارجية
بنيامين ستيفن على موقع الاتحاد الدولي للمبارزة (الإنجليزية)
- بنيامين ستيفن على موقع الاتحاد الأوروبي للمبارزة (الإنجليزية)
- بنيامين ستيفن على موقع أوليمبيديا (الإنجليزية)